# Tiger Mask (wrestling)

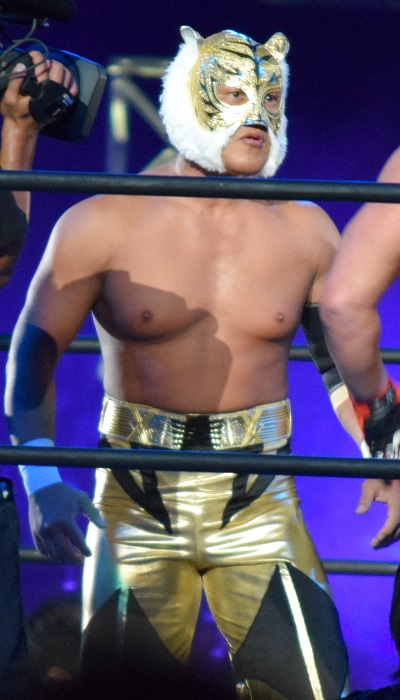
Il quarto ed attuale Tiger Mask, interpretato da Yoshihiro Yamazaki

Tiger Mask è una gimmick del wrestling professionistico ispirata al personaggio dell'Uomo Tigre, protagonista di una celebre saga di anime e manga.
La gimmick ha raggiunto una grande popolarità in Oriente, soprattutto in Giappone, ed è stata interpretata da cinque diversi lottatori.

## Storia
Nel 1980 la New Japan Pro-Wrestling ottenne i diritti legali per creare una gimmick ispirata al personaggio dell'Uomo Tigre; il lottatore prescelto per interpretarla fu Satoru Sayama, il quale rimase nella federazione fino al 1983. Durante i suoi tre anni in NJPW, Sayama intraprese diverse faide, ma la più ricordata è quella con Tom Billington.
Nel 1985 la All Japan Pro-Wrestling acquisì i diritti legali di Tiger Mask per portare la gimmick nei propri spettacoli; come interprete fu scelto il giovane Mitsuharu Misawa, il quale decise di entrare nella categoria dei pesi massimi senza però ottenere grandi risultati. Nel 1990 Misawa lasciò i panni di Tiger Mask per lottare con il suo vero nome, smascherandosi durante un match contro Toshiaki Kawada.
Nel 1992 la gimmick di Tiger Mask tornò nella New Japan Pro-Wrestling, quando fu ripresa da Koji Kanemoto, ma il lottatore non riuscì ad ottenere successo poiché in quel periodo si trovò di fronte al leggendario Keiichi Yamada, considerato tra i migliori wrestler di tutti i tempi; nel 1995 Kanemoto perse un Mask vs. Mask match contro Yamada e fu costretto ad abbandonare il personaggio.
Nel 1995 la gimmick di Tiger Mask venne assegnata a Yoshihiro Yamazaki, allenato direttamente da Satoru Sayama; cresciuto nella Michinoku Pro Wrestling, Yamazaki iniziò a lottare per la New Japan Pro-Wrestling nel 2000 e vi milita ancora oggi.
Tra il 2015 e il 2017 il giovane Kōta Ibushi interpretò la gimmick di Tiger Mask per pubblicizzare l'imminente uscita di una nuova serie animata.

## Interpreti
1. Satoru Sayama (1980–1983)
2. Mitsuharu Misawa (1985–1990)
3. Koji Kanemoto (1992–1995)
4. Yoshihiro Yamazaki (1995–presente)
5. Kōta Ibushi (2015–2017)

## Curiosità
Secondo alcune fonti dell'epoca, il primo lottatore ad interpretare la gimmick di Tiger Mask fu Samson Kutsuwada; tuttavia, poiché il suo personaggio era heel, egli non viene accreditato come Tiger Mask originale.